# Toxische Weiblichkeit
Toxische Weiblichkeit (auch „giftige Weiblichkeit“, englisch toxic femininity) ist ein weibliches Rollenbild, „das psychische Aggressivität zur Präsentation der eigenen Weiblichkeit“ nahelegt und eine Dominanz von Frauen befürwortet. Es zeichnet sich durch destruktive, von Manipulation geprägte Verhaltensmuster, emotionale Gewalt und feministisch-legitimierende Weiblichkeitsnormen aus. Als „toxisch“ gilt dieses Rollenbild, weil es sowohl fremd- als auch selbstgefährdend ist.

## Begriff

### Definition und Abgrenzung
Generell werden psychischer Missbrauch, hinterhältiges Verhalten, Mobbing, Münchhausen-Stellvertretersyndrom, Verleumdung, Misandrie und Manipulation mit dem Begriff assoziiert. Obwohl diese Verhaltensformen deutlich weniger wahrgenommen und thematisiert werden, fand die Bezeichnung ihren Weg in die Öffentlichkeit, wurde im wissenschaftlichen Kontext allerdings nicht so breit rezipiert, dass sie als Fachterminus gelten kann. So ist die Begriffsverwendung umstritten. Kritisiert wird, dass oftmals eine klare Definition oder der Bezug zu anderen theoretischen Konzepten über Weiblichkeit fehle.

### Kritik
Der Begriff wurde von Feministinnen benutzt um eine Schuldzuweisung für solches Verhalten als Folge des Patriarchats zu konstruieren.
Der Begriff der toxischen Weiblichkeit wird auch von Männerrechtsaktivisten genutzt, um Frauen und feministische Forderungen zu diskreditieren.